# 2006-os magyar asztalitenisz-bajnokság
A 2006-os magyar asztalitenisz-bajnokság a nyolcvankilencedik magyar bajnokság volt. A bajnokságot március 3. és 4. között rendezték meg Miskolcon, a Városi Sportközpontban.

## Eredmények
| Versenyszám  | Arany                                                                | Arany | Ezüst                                                        | Ezüst | Bronz | Bronz |
| ------------ | -------------------------------------------------------------------- | ----- | ------------------------------------------------------------ | ----- | --- | ----- |
| Férfi egyéni | Zwickl Dániel KSV Kapfenberg                                         |       | Lindner Ádám BVSC                                            |       | Pázsy Ferenc SV Plüderhausen Molnár Csaba Ceglédi VSE                                                                                |       |
| Női egyéni   | Póta Georgina Statisztika Petőfi SC                                  |       | Éllő Vivien Postás-Matáv SE                                  |       | Li Bin Statisztika Petőfi SCFazekas Mária Statisztika Petőfi SC                                                                      |       |
| Férfi páros  | Muskó Péter, Vitsek Iván ASKÖ Linz Altstadt                          |       | Fazekas Péter, Pázsy Ferenc TTC Langenlois , SV Plüderhausen |       | Lindner Ádám, Varga Zoltán BVSCZwickl Dániel, Jakab János KSV Kapfenberg , BVSC                                                      |       |
| Női páros    | Braun Éva, Iszajeva Anna BSE                                         |       | Juhász Mariann, Li Bin Statisztika Petőfi SC                 |       | Fazekas Mária, Póta Georgina Statisztika Petőfi SCMolnár Zita, Pergel Szandra Statisztika Petőfi SC                                  |       |
| Vegyes páros | Zwickl Dániel, Pergel Szandra KSV Kapfenberg , Statisztika Petőfi SC |       | Lindner Ádám, Kertai Rita BVSC, Postás-Matáv SE              |       | Fazekas Péter, Póta Georgina TTC Langenlois , Statisztika Petőfi SCPázsy Ferenc, Molnár Zita SV Plüderhausen , Statisztika Petőfi SC |       |